# Champagne (werelderfgoed)
Het werelderfgoed onder de noemer De heuvels, huizen en kelders van Champagne omvat de belangrijkste plaatsen in de Champagne waar de methodes zijn ontwikkeld voor de productie van mousserende wijn, sinds het begin in 17e eeuw tot de vroege industrialisatie in 19e eeuw. Het werd op 4 juli 2015 door UNESCO toegevoegd aan de Werelderfgoedlijst van Frankrijk. 

As a place of culture and identity of the Champagne region, this unique asset has now become part of the shared heritage of humanity.(Als plek van cultuur en identiteit van de Champagnestreek is dit unieke bezit nu onderdeel geworden van het gedeelde erfgoed van de mensheid.)
— Champagne hillsides, estates and cellars, A UNESCO World Heritage

Het erfgoed bestaat uit drie afzonderlijke onderdelen, met name
1. de historische wijngaarden van Hautvillers, Aÿ en Mareuil-sur-Ay,
2. de heuvel Saint-Nicaise in Reims en
3. de Avenue de Champagne en Fort Chabrol in Épernay.

Deze drie onderdelen omvatten het leveringsgebied op de historische heuvels, de productielocaties (met hun ondergrondse kelders) en de verkoop- en distributiecentra (de Champagnehuizen) en daardoor illustreert deze selectie het volledige champagneproductieproces. Dit erfgoed getuigt van de ontwikkeling van een zeer gespecialiseerde ambachtelijke activiteit naar een vorm van agro-industrie.
De selectie van dit erfgoed is gebaseerd op de volgende drie criteria:
- (iii) een uniek of op zijn minst uitzonderlijk getuigenis afleggen van een culturele traditie of van een levende of verdwenen beschaving;
- (iv) een uitstekend voorbeeld zijn van een type gebouw, architectonisch of technologisch ensemble of landschap dat (een) belangrijke fase(n) in de menselijke geschiedenis illustreert;
- (Vi) om direct of tastbaar verbonden te zijn met gebeurtenissen of levende tradities, met ideeën of met overtuigingen, met artistieke en literaire werken van uitzonderlijke universele betekenis.

En omvat de volgende plaatsen:
| Plaats                                                      | Gemeente       | Opp. (ha) | Opp. bufferzone (ha) | Opmerking                                                            | Coördinaten          | Illustratie |
| ----------------------------------------------------------- | -------------- | --------- | -------------------- | -------------------------------------------------------------------- | -------------------- | ----------- |
| Heuvels van Hautvillers                                     | Hautvillers    | 220,67    | 3.699,12             | Bevat ook Abdij van Hautvillers                                      | 49° 5′ NB, 3° 57′ OL |             |
| Cooperative kelders van Hautvillers                         | Hautvillers    | 4,11      |                      | Ondergronds                                                          | 49° 5′ NB, 3° 57′ OL |             |
| Cave Thomas                                                 | Hautvillers    | 0,49      |                      | Ondergronds                                                          | 49° 5′ NB, 3° 56′ OL |             |
| Heuvels van Aÿ                                              | Aÿ             | 439,53    |                      |                                                                      | 49° 4′ NB, 4° 0′ OL  |             |
| Kelders in Aÿ                                               | Aÿ             | 57,8      |                      | Ondergronds                                                          | 9° 3′ NB, 4° 0′ OL   |             |
| Heuvels van Mareuil-sur-Aÿ                                  | Mareuil-sur-Aÿ | 44,22     |                      | Bevat ook Kasteel van Montebello                                     | 49° 3′ NB, 4° 2′ OL  |             |
| Kelders de Mareuil-sur-Aÿ                                   | Mareuil-sur-Aÿ | 14,69     |                      | Ondergronds                                                          | 49° 3′ NB, 4° 2′ OL  |             |
| Heuvel van Saint-Nicaise                                    | Reims          | 132,3     | 306,46               |                                                                      | 49° 15′ NB, 4° 3′ OL |             |
| Kelders Pommery, Ruinart, Veuve-Clicquot, Charles Heidsieck | Reims          | 62,75     |                      | Ondergronds, zie ook Krijtgroeven van Reims                          | 49° 14′ NB, 4° 3′ OL |             |
| Kelders Taittinger                                          | Reims          | 1,44      |                      | Ondergronds                                                          | 49° 15′ NB, 4° 3′ OL |             |
| Kelders Martel                                              | Reims          | 1,18      |                      | Ondergronds                                                          | 49° 15′ NB, 4° 3′ OL |             |
| Avenue de Champagne                                         | Épernay        | 52,92     | 224,85               | Bevat ook Maison Belle Époque, Kasteel Perrier en Kasteel van Peking | 49° 3′ NB, 3° 58′ OL |             |
| Fort Chabrol                                                | Épernay        | 2,48      |                      |                                                                      | 49° 3′ NB, 3° 57′ OL |             |
| Kelders van de Avenue de Champagne                          | Épernay        | 66,7      |                      | Ondergronds                                                          | 49° 2′ NB, 3° 58′ OL |             |

## Externe links

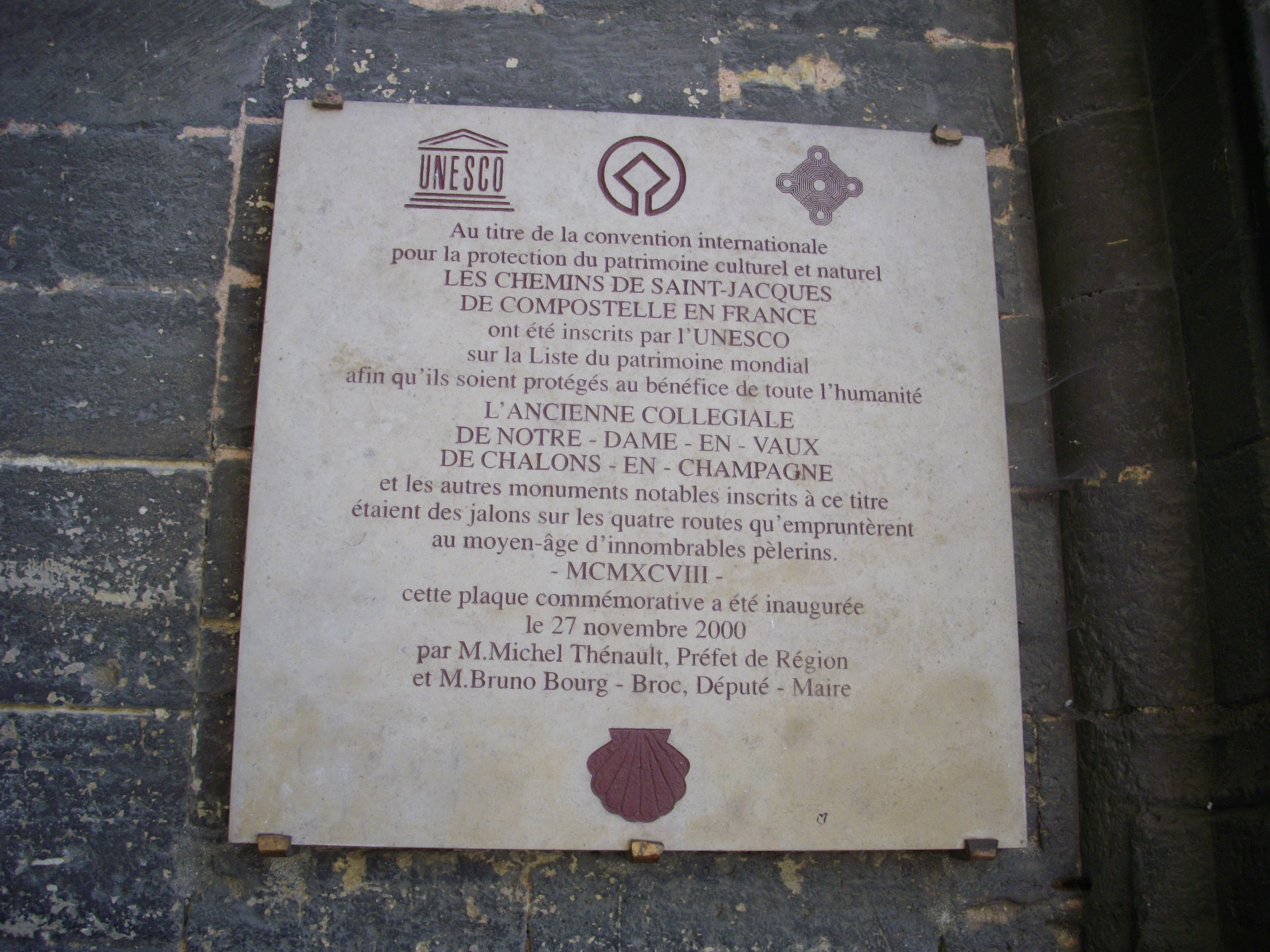
Notre-Dame-en-Vaux